# Klotjevac
Klotjevac je naselje u općini Srebrenica, Republika Srpska, BiH.

## Stanovništvo
Nacionalni sastav stanovništva 1991. godine, bio je sljedeći:
ukupno: 308
- Bošnjaci - 299
- Srbi - 9